# 大分県警察

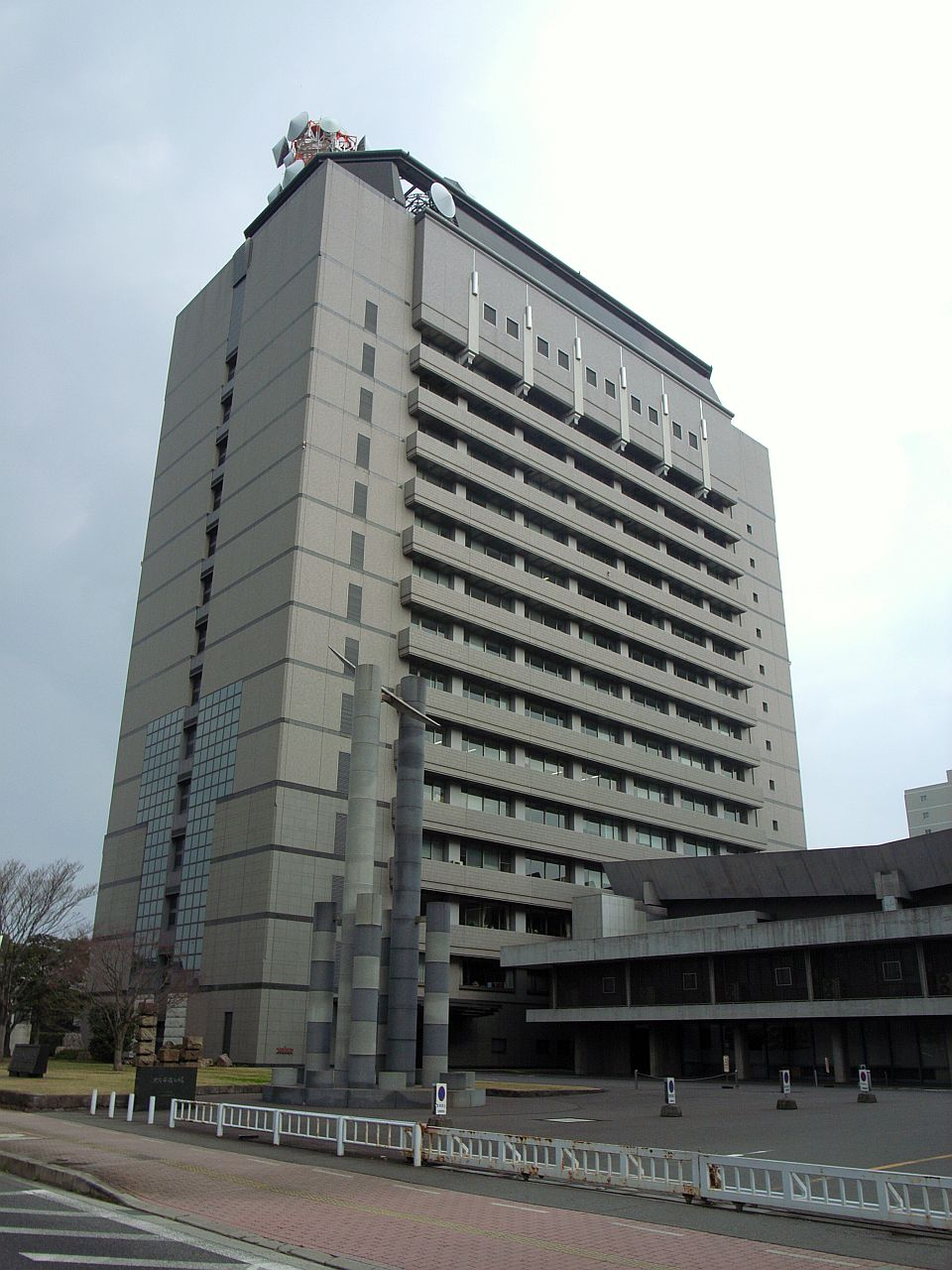
大分県庁舎新館（10-12階に大分県警察本部が入居）

大分県警察（おおいたけんけいさつ、Oita Prefectural Police）は、大分県の都道府県警察である。略称は大分県警。
大分県公安委員会管理。給与支払者は大分県知事。警察庁九州管区警察局管内。本部は、大分県庁舎本館6階、および新館10階から12階に位置する。

## 沿革
- 1954年（昭和29年）7月1日 - 警察法施行により大分県警察発足。

## 本部組織
- 警務部
  - 総務課
    - 公安委員会補佐室
    - 取調べ監督室

  - 広報課
    - 音楽隊
    - 犯罪被害者支援室
    - 総合相談室

  - 会計課
    - 会計監査室
    - 会計管理センター

  - 施設装備課
    - 施設管理室

  - 警務課
    - 情報室
    - 採用・育成企画室

  - 厚生課
    - 共済・年金対策室
    - 職員健康管理室

  - 監察課
    - 訟務室

  - 留置管理課
  - 情報管理課
    - 情報セキュリティ対策室
    - 照会センター

- 生活安全部
  - 生活安全企画課
    - 安全・安心まちづくり推進室
    - 許可等事務管理室

  - 地域課
    - 通信指令室センター
    - 自動車警ら隊
    - 鉄道警察隊
      - 中津分駐隊

  - 人身安全・少年課
    - 大分っ子フレンドリーサポートセンター
      - 本部サポートセンター
      - 県北サポートセンター
      - 県西サポートセンター

  - 保安課
  - サイバー犯罪対策課

- 刑事部
  - 刑事企画課
    - 機動捜査隊
    - 捜査支援室
    - 通訳センター
    - 刑事研修所

  - 捜査第一課
    - 検視官室

  - 捜査第二課
  - 組織犯罪対策課
  - 鑑識課
  - 科学捜査研究所

- 交通部
  - 交通企画課
    - 高齢者交通安全対策センター

  - 交通指導課
    - 交通反則通告センター

  - 交通規制課
    - 交通管制センター

  - 運転免許課
    - 運転免許試験場

  - 交通機動隊
  - 高速道路交通警察隊
    - 中津分駐隊
    - 日田分駐隊
    - 速見分駐隊
    - 佐伯分駐隊

- 警備部
  - 警備企画課
  - 外事課
  - 警備運用課
    - 警衛警護室
    - 警察航空隊

  - 機動隊

- 大分県警察学校

## 警察署
全15警察署。警察車両のナンバー地名はすべて「大分」である。すべての電話番号の下4桁は「2131」。警察署の電話番号は「0110」で統一されている都道府県が多く、大分県は大阪府の「1234」と並ぶ例外である。警察署長の階級は大分中央署が警視正、他署はすべて警視職。
| ※    | 地域 | 警察署名称       | 所在地                     | 管轄区域                       |
| ---- | ---- | ---------------- | -------------------------- | ------------------------------ |
| 大分 | 大分 | 大分中央警察署   | 大分市荷揚町               | 大分市中心部・西部             |
| 大分 | 大分 | 大分東警察署     | 大分市大字三佐五丁目       | 大分市東部・旧佐賀関町         |
| 大分 | 大分 | 大分南警察署     | 大分市大字横瀬             | 大分市南部・旧野津原町、由布市 |
| 大分 | 別府 | 別府警察署       | 別府市田の湯町             | 別府市                         |
| 大分 | 別府 | 杵築日出警察署   | 速見郡日出町大字藤原字友田 | 杵築市、速見郡日出町           |
| 大分 | 別府 | 国東警察署       | 国東市国東町鶴川           | 国東市、東国東郡姫島村         |
| 大分 | 中津 | 豊後高田警察署   | 豊後高田市是永町           | 豊後高田市                     |
| 大分 | 中津 | 宇佐警察署       | 宇佐市大字上田             | 宇佐市                         |
| 大分 | 中津 | 中津警察署       | 中津市中央町一丁目         | 中津市                         |
| 大分 | 日田 | 日田警察署       | 日田市田島二丁目           | 日田市                         |
| 大分 | 日田 | 玖珠警察署       | 玖珠郡玖珠町大字塚脇       | 玖珠郡玖珠町・九重町           |
| 大分 | 竹田 | 竹田警察署       | 竹田市大字拝田原           | 竹田市                         |
| 大分 | 竹田 | 豊後大野警察署   | 豊後大野市三重町内田       | 豊後大野市                     |
| 大分 | 佐伯 | 佐伯警察署       | 佐伯市大字鶴望             | 佐伯市                         |
| 大分 | 佐伯 | 臼杵津久見警察署 | 臼杵市大字臼杵             | 臼杵市、津久見市               |

### 警察署の再編
- 2010年（平成22年）
  - 9月 - 「警察署等の配置見直し計画（案）」公表[1]。
  - 11月 - 「警察署等の配置見直し計画」策定。
- 2012年（平成24年）4月 - 17署体制から15署体制になる[2]。
  - 日出警察署と杵築警察署が統合して杵築日出警察署になる。
  - 臼杵警察署と津久見警察署が統合して臼杵津久見警察署になる。

## シンボルマスコット
シンボルマスコットは1992年に公募で選ばれたピンキー。高崎山の猿をモチーフにしており、ポリスの「P」と「モンキー」とから名付けられた。
2009年にリニューアル。制服を着て、警察のマスコットであることが一目で分かるようになった。また、妻、男の子、女の子の家族もできた。

## 最近の主な事件
- 2000年 - 大分一家6人殺傷事件
- 2005年 - 旧清川村強盗殺人事件
- 2006年 - 玖珠駐屯地武器亡失事件
- 2010年 - 別府秘湯女性看護師強盗殺人事件

## 不祥事
- 2011年10月27日 - 生活環境課の男性警部補（30代）が自宅で大麻を所持していたとして、警視庁組織犯罪対策部組織犯罪対策第五課に麻薬及び向精神薬取締法違反の容疑で逮捕された。同課によると、覚せい剤取締法違反で9月、警視庁に逮捕、起訴された男の携帯電話に男性警部補のメールアドレスが登録されていたことなどから発覚。男性警部補は覚醒剤についてもこの男と「一緒に使用したことがある」と話しているという[5]。
- 別府警察署が2016年、労働団体が第24回参議院議員通常選挙の選挙運動などに使用していた別府市内の施設の敷地内に、無断で隠しカメラを設置していたことが明らかになった。労働団体側は県警に被害届を提出し、これを受け県警は、建造物侵入容疑で捜査を行っており、関与した警察官の処分を検討している[6]。
- 2017年9月20日 - 中津警察署刑事課の男性巡査長（20代）が7月30日午後4時50分ごろ、豊後高田市内の知人女性宅で置き時計など2点（計200円相当）を盗んだとして、県警は9月20日付で窃盗の疑いで男性巡査長を書類送検した。さらに暴力団親交者との不適切な交際のほか、知り合いの豊後高田警察署地域課の巡査長（20代）とともに違法な薬物と考えた粉末を吸引したことなども判明。それぞれ停職3カ月と戒告の懲戒処分にした[7]。
- 2018年3月22日 - 臼杵津久見警察署生活安全課の男性巡査部長（30代）がわいせつ関連事案で押収などしたアダルト関連のCD-RやDVDなど百数点の捜査資料を盗んだり盗撮をしたとして、県警は窃盗と県迷惑行為防止条例違反の両容疑で書類送検し、懲戒免職処分とした[8]。
- 2019年12月23日 - 大分中央警察署の男性警部（40代）が酒席でテレビ局の20代女性記者の体を触るなどのセクハラ行為をしたとして、県警は23日付で減給10分の1（1カ月）の懲戒処分とし、男性警部は同日付で依願退職した[9]。
- 2021年4月9日 - 大分南警察署地域課の男性巡査部長（50代）が別府市の（60代）男性宅の玄関の戸を拳で殴って壊した器物損壊の現行犯で逮捕された。別府警察署によると男性巡査部長は直前、大声を出しながら道を歩いており、様子を見に外に出たこの家の住人に「何見よんのか」と声を掛け、住人が家に戻った後に戸を殴ったという[10]。

## その他
- 特殊詐欺被害防止啓発ソング『ひとりじゃないよ』（大分県出身の音楽家・油布賢一作）[11]